# Vegas sommarpratare
Vegas sommarpratare, även kallad Sommarprat, är ett radioprogram i Finlands Yle Vega som sänds varje sommar. Programledarna är särskilt inbjudna "sommarpratare" (eller "sommarvärdar"), som ansvarar för var sitt program. De presenterar sig själva, talar om fritt valda ämnen och spelar musik som de själva valt.

## Historia
Första programmet sändes 2005. Sedan 2018 har Vegas sommarpratare producerats av Parad Media. År 2019 sändes även Vegas vinterpratare för första gången. År 2020 besökte över 200 000 lyssnare Vegas sommarpratare på Yle Arenan (räknat till och med 8 augusti 2020).

### Sammanställning av sommarpratare
- Lista över sommarpratare under 2000-talet
- Lista över sommarpratare under 2010-talet
- Lista över sommarpratare under 2020-talet